# 大阪市立木津中学校
大阪市立木津中学校（おおさかしりつ きづちゅうがっこう）は、大阪府大阪市浪速区にある公立中学校。

## 沿革
大阪市立浪速西中学校（現在の大阪市立難波中学校）の生徒数が増加したため、1955年に浪速区貝柄町2番地（現在地・当時の住所表示）に大阪市立浪速西中学校大国分校が設置されたことが、学校の始まりとなっている。分校設置の翌年の1956年に、大阪市立浪速第三中学校として独立開校した。
大阪市立の中学校としては数少ない、学校給食を導入している12校のひとつだったが、2007年度限りで廃止された。

### 年表
- 1955年 - 大阪市立浪速西中学校（現在の大阪市立難波中学校）大国分校として、現在地に設置。
- 1956年 - 大阪市立浪速第三中学校として独立開校。同年中に大阪市立木津中学校と改称。
- 1989年 - 学校給食開始。
- 2008年3月 - 学校給食を廃止。

## 通学区域
- 大阪市立難波元町小学校・大阪市立大国小学校・大阪市立敷津小学校の通学区域。

大阪市浪速区 難波中（一部除く）、元町、湊町（一部）、戎本町、大国、敷津西、敷津東。

## 交通
- Osaka Metro御堂筋線・四つ橋線 大国町駅 南東へ300m。
- 南海高野線 今宮戎駅 南西へ約300m。
- 大阪環状線・関西本線（大和路線）・南海本線・高野線 新今宮駅 北西へ400m。
- Osaka Metro堺筋線 恵美須町駅 西へ約700m。
- 阪堺電気軌道阪堺線 恵美須町停留場 西へ約700m。